# 晋熙县
晋熙县，中国古县名。
东晋隆安二年（398年）置，治所在今四川省绵竹市。属晋熙郡。南朝齐永元初年，郡废，县属南新巴郡。南梁复置郡，县属之。北周废入阳泉县。隋朝开皇初郡废，复置晋熙县。开皇十八年（598年）改孝水县。 